# Virgin Megastore - Algarve
Virgin Megastore – Algarve é uma compilação, em formato shaped disc muito em voga na década de 1990. Foi lançada em outubro de 1996 e reúne quatro bandas portuguesas de rock e pop rock da editora multinacional BMG.
Para comemorar a abertura da Virgin Megastore em Lisboa, a Swatch juntou-se à BMG para criarem uma edição especial com uma caixa que incluía o relógio "Algarve", o único que existia alusivo a Portugal, bem como o referido shaped disc em formato de relógio. Foi a primeira edição oficial da Swatch desenvolvida exclusivamente em e para Portugal. A marca suíça de relógios de quartzo apresentou um modelo original dedicado a Portugal com o nome Swatch GN 128 Algarve.
A compilação foi limitada a 2 666 exemplares oferecidos com o relógio e contém as bandas Delfins, Pólo Norte, UHF e Santos & Pecadores que apresentaram novas gravações em representação do que de mais colorido se fazia em Portugal em matéria de música moderna. Os temas "Marcha dos Desalinhados" e "Nada Mudou" dos Delfins e Santos & Pecadores, respetivamente, são registos ao vivo. O primeiro foi captado no Terreiro do Paço, em Lisboa, e o segundo nos estúdios da rádio Antena 3. A faixa "Grito" dos Pólo Norte, originalmente lançado em 1995, apresenta um novo arranjo, enquanto que "Sábado (nos teus braços)" – tema dos UHF que faz uma incursão pelo blues – é o único inédito da compilação. Todos os temas são cantados em português

## Lista de faixas
O shaped disc é composto por quatro faixas em versão padrão.
| Shaped disc    |                                     |                                                   |                    |         |  |
| N.º            | Título                              | Compositor(es)                                    | Banda              | Duração |  |
| 1.             | "Marcha dos Desalinhados" (Ao vivo) | Miguel Ângelo/ Fernando Cunha                     | Delfins            | 5:31    |  |
| 2.             | "Grito"                             | Miguel Gameiro/ António Villas-Boas               | Pólo Norte         | 3:43    |  |
| 3.             | "Sábado (nos teus braços)"          | António Manuel Ribeiro                            | UHF                | 3:49    |  |
| 4.             | "Nada Mudou" (Ao vivo)              | Miguel Ângelo/ Fernando Cunha/ Santos & Pecadores | Santos & Pecadores | 5:27    |  |
| Duração total: | Duração total:                      | Duração total:                                    | Duração total:     | 17:50   |  |